# Liste der Monuments historiques in Clermont-le-Fort
Die Liste der Monuments historiques in Clermont-le-Fort führt die Monuments historiques in der französischen Gemeinde Clermont-le-Fort auf.

## Liste der Bauwerke
| Bezeichnung             | Beschreibung | Standort | Kennzeichnung | Schutzstatus | Datum | Bild           |
| ----------------------- | ------------ | -------- | ------------- | ------------ | ----- | -------------- |
| Tor zum ehemaligen Fort |              | (Lage)   | PA00094320    | Inscrit      | 1926  | weitere Bilder |
| Sockel eines Kreuzes    |              | (Lage)   | PA00094321    | Inscrit      | 1928  |                |

## Liste der Objekte

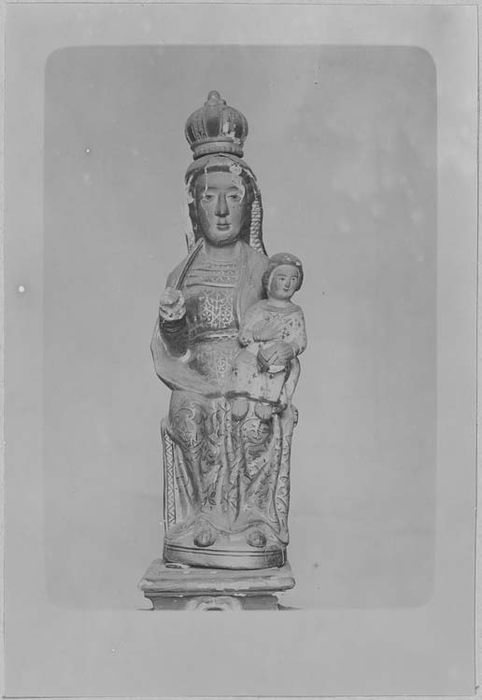
Skulptur Madonna und Kind (14. Jahrhundert) in der Kirche St-Pierre

- Monuments historiques (Objekte) in Clermont-le-Fort in der Base Palissy des französischen Kultusministeriums